# Ansonia Clock Company

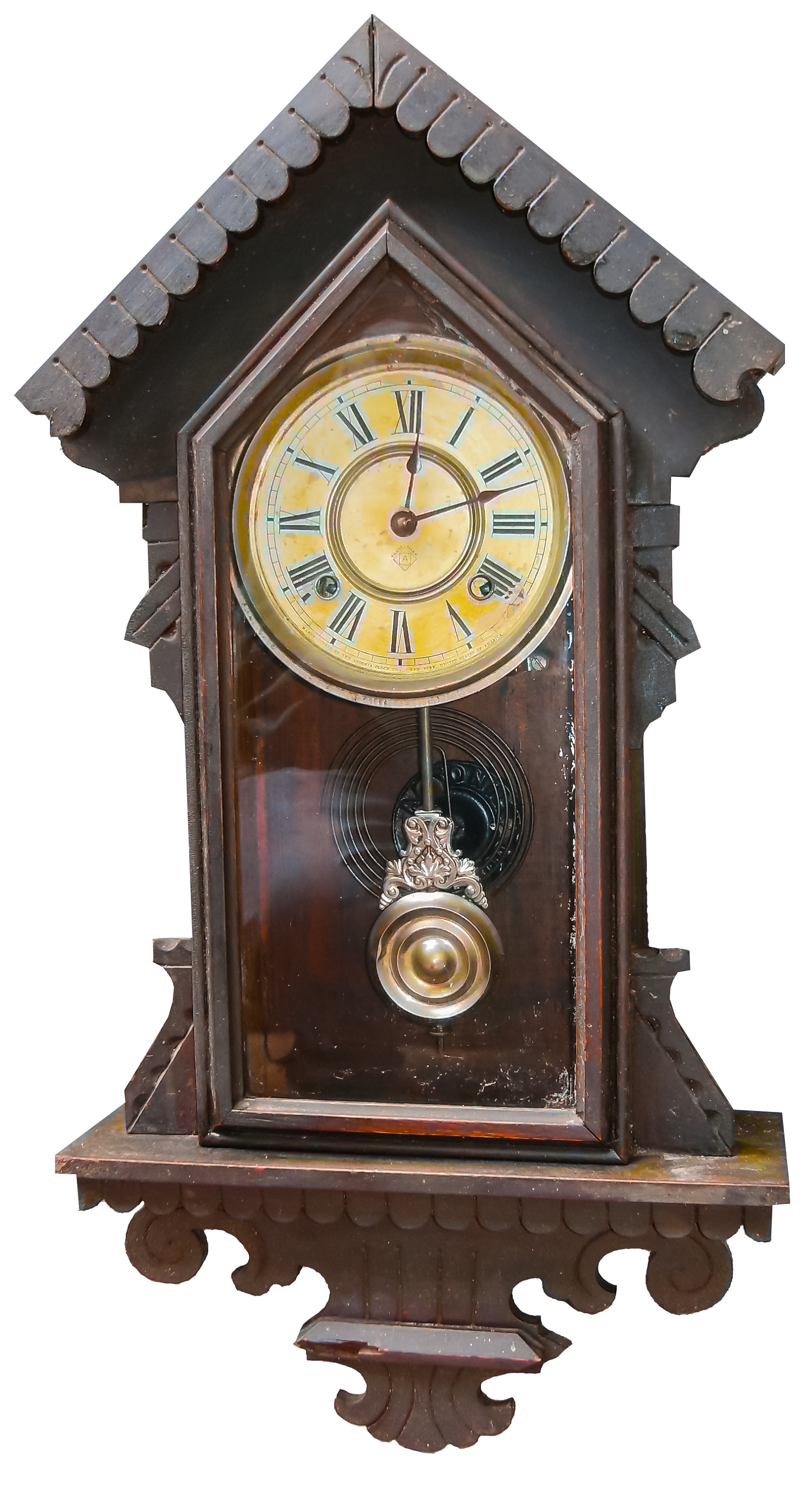
Ansonia Modelo: c. 1904, color caoba

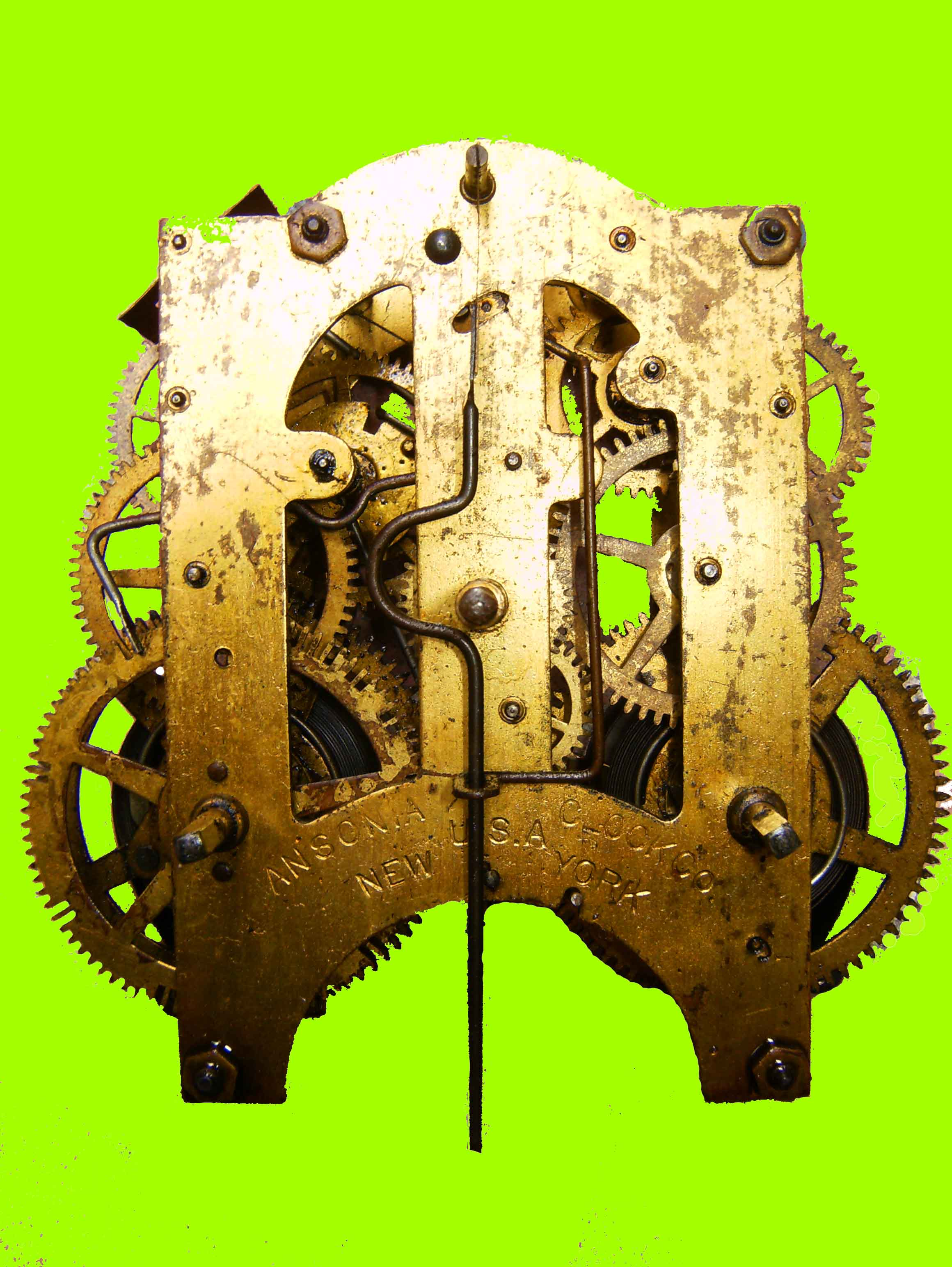
Maquinaria del Reloj Ansonia modelo: C.1904

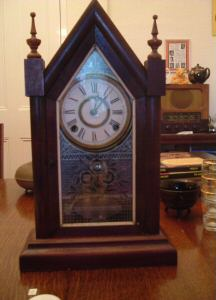
Un reloj Ansonia de estilo gótico. Hacia 1880

Los relojes Ansonia eran fabricados desde 1851 por una empresa situada en Ansonia (Connecticut), trasladada a Brooklyn (Nueva York), en 1878. Era un negocio enormemente rentable, fabricando miles de relojes en un gran número de estilos.

## Historia
En 1838, los mecanismos de latón habían reemplazado a los de hierro y madera, gracias a la gran disponibilidad de latón laminado. En 1844, el comerciante de metales Anson Greene Phelps fundó la Ansonia Brass Company en Connecticut para suministrar latón a la floreciente industria relojera (nueve compañías producían entonces relojes en Connecticut).
En 1850, la Ansonia Clock Company se convirtió en subsidiaria de la Ansonia Brass Company por obra de Phelps y de dos relojeros de Bristol (Connecticut), Theodore Terry y Franklin C. Andrews. Terry & Andrews eran los mayores fabricantes de relojes de Bristol, con más de 50 empleados que utilizaban 58 toneladas de latón en la producción de aproximadamente 25,000 relojes ya en 1849. Phelps decidió hacerse con el negocio de la fabricación de relojes con el propósito de expandir el mercado para su producción de latón, mientras que Terry y Andrews conseguían acceso a latón de gran calidad y a mejores precios. Vendieron el 50% de su empresa a Phelps, y trasladaron el negocio a Ansonia.

### Expansión
En 1877, la compañía relojera adquirió una fábrica en Nueva York y trasladó la mayoría de su producción allí, después de separarse de la compañía de latón. Henry J. Davies, de Brooklyn, relojero e inventor, se une a la renovada compañía como uno de sus fundadores. Como presidente, impulsa la fabricación de relojes decorados, relojes de péndulo y otras novedades inusuales por las que la relojera Ansonia será posteriormente conocida.
Thomas Edison visitó la fábrica en 1878 para ver la manera de combinar mecanismos de relojería con su fonógrafo recientemente desarrollado, pero los experimentos fracasaron.
En 1879 se abre una segunda fábrica en Brooklyn (Nueva York); ya en junio de 1880 emplea 360 trabajadores, mientras que la fábrica de Connecticut utiliza 100 hombres y 25 mujeres. Los relojes con la marca "Connecticut" se produjeron antes de 1879, mientras que aquellos con la marca "Nueva York" son posteriores a 1880.

### Los años culminantes
Después de que la fábrica de Nueva York se incendiase en 1880, con 750.000$ de pérdidas y únicamente 395.000$ asegurados, la compañía la reconstruyó en el mismo lugar, y reabrió la fábrica ampliada en 1881, con capacidad de superar a la fábrica de Connecticut, que cerró completamente en 1883. Hacia 1886, la compañía tiene oficinas de ventas en Nueva York, Chicago y Londres, y fabricaba más de 225 modelos de relojes diferentes. Ansonia era un negocio próspero y libre de deudas.
William Earl Dodge Stokes (nieto de Phelps, que inició en 1899 la construcción del Ansonia Hotel de Brooklyn) era por entonces uno de los dueños del negocio relojero.
En 1904, se añaden relojes sencillos a su catálogo, y se producen unos 10 millones de unidades de estos modelos hacia 1929.

### Declive
A comienzos de 1914, justo antes de la Primera Guerra Mundial, Ansonia producía 440 modelos diferentes. Aun así, el reloj decorativo era objeto de una competencia feroz. Ansonia apostó por incrementar las ventas más que por mantener el beneficio, colocando en el mercado un gran volumen de relojes a "precios antiguos".
Esta política generó deudas enormes, y hacia 1920 el número de modelos bajó a 136, y a 47 en 1927. En 1926 la compañía vendió su almacén de Brooklyn, pero esto no podía impedir lo inevitable. En 1929, la mayoría de la maquinaria y el utillaje se vendieron a la compañía comercial del gobierno soviético Amtorg, justo antes del "crash" del mercado de valores. Las piezas, la maquinaria y los trabajadores especializados claves fueron embarcados fuera de los EE. UU. para formar la base (junto con los restos de una compañía de relojería que se adquirieron un año más tarde) de la industria relojera en Moscú (las relojeras Poljot o Sekonda).
En 1969, los derechos de uso del nombre, marcas registradas, y el fondo de comercio fue transferido a la Ansonia Clock Co., Inc., de Lynnwood, Washington.